# ۴۸ ساعت
۴۸ ساعت (انگلیسی: 48 Hrs.) یک فیلم پلیسی و اکشن-کمدی آمریکایی به کارگردانی والتر هیل با بازی ادی مورفی و نیک نولتی که در سال ۱۹۸۲ منتشر شد.